# Castello di Stigliano
Il castello di Stigliano è un fortilizio medievale sito nell'omonima frazione di Santa Maria di Sala, in provincia di Venezia. Sotto la dominazione della Serenissima è stato adattato a palazzo signorile, assumendo l'aspetto di una villa veneta.

## Storia
Le origini del castello vanno collocate in epoca romana, quando rappresentava una fortificazione al confine tra gli agri di Altino e Padova (le tracce della centuriazione sono tuttora evidenti nel cosiddetto Graticolato Romano). Dal VII secolo il complesso sarebbe passato al vescovo di Treviso; nel 1152 è infatti citato, con il villaggio e le relative pertinenze, tra i domini della diocesi. Dal 1158 ne furono vassalli i Tempesta e, il 15 gennaio 1220, il conte Guido ne cedeva i diritti ad Aldevrandino da Superno, cavaliere teutonico.
Sorto in posizione strategica, al confine tra i territori di Treviso e Padova, segnato dal Muson (attuale Muson Vecchio), fu teatro di numerose battaglie. Conquistato dai Carraresi nel XIV secolo, fu quindi al centro delle lotte tra questi ultimi e la Serenissima.
Conquistato definitivamente dai Veneziani, nel 1520 fu venduto ai Priuli che lo ridussero a villa veneta: la costruzione fu in gran parte abbattuta, risparmiando solo il torrione tutt'oggi esistente. Nel Seicento complesso passò ai Venier che attuarono ulteriori rimaneggiamenti.

## Edifici
Il complesso consiste oggi nel castello vero e proprio (il torrione), in un annesso rustico e in una cappella privata, il tutto inserito in un vasto delimitato tra la strada Noalese a ovest e il fiume Muson Vecchio a sud.
Il torrione, collocato nell'angolo sudest, rappresenta il perno del corpo principale, che si sviluppa verso ovest. Questo si articola su tre livelli conclusi da archetti pensili su mensoline di pietra e da una merlatura in cotto più recente. Al torrione si innesta inoltre, a nordest, un altro corpo di quattro piani, concluso da una cornice in cotto e dal tetto a padiglione. I fabbricati si dispongono così a "L" e su tutta la superficie si estende un seminterrato.
All'interno ci sono degli affreschi attribuiti a Pino Veneziano. Qualche anno fa si potevano ammirare i crociati, il monaco marescalco Daneult e Giacomo da Scaltenigo.

## Situazione attuale
Dopo un lungo periodo di abbandono, di recente il palazzo ha subito ulteriori modifiche per essere adattato a struttura ricettiva.(ristorante e albergo).